# Andreas Jüttemann

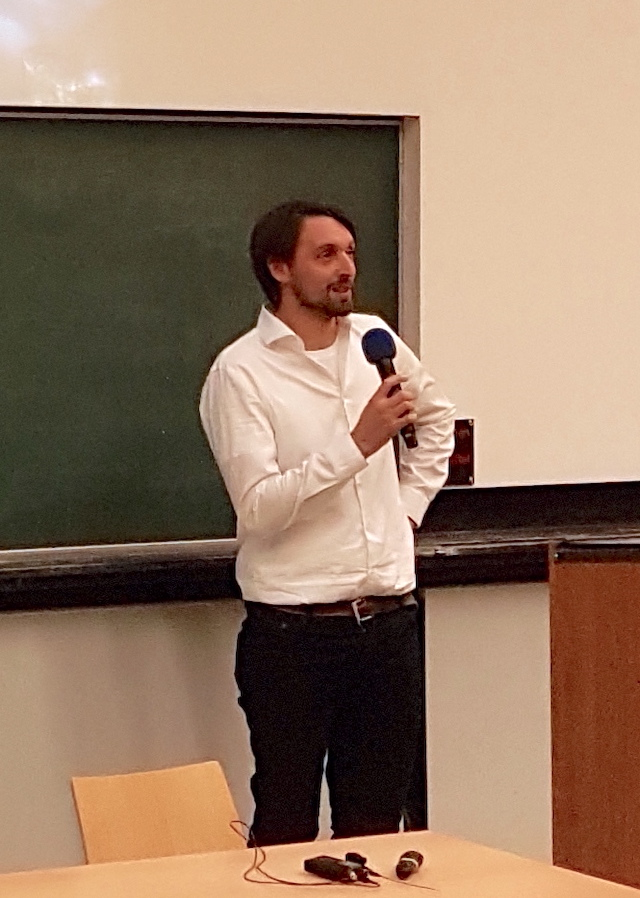
Andreas Jüttemann, Moderation bei der Vortragsreihe zum 50-jährigen Jubiläum des Campus Benjamin Franklin, 6. Dezember 2018

Andreas Jüttemann (* 13. Oktober 1985 in Berlin-Charlottenburg) ist ein deutscher Medizinhistoriker, Psychologe und Autor.

## Leben
Jüttemann ist Sohn des Psychologen Gerd Jüttemann und Neffe des Technikhistorikers Herbert Jüttemann. Er wuchs in Berlin-Zehlendorf auf, studierte an der Freien Universität Berlin sowie an der Universität Bremen Psychologie und an der Bauhaus-Universität Weimar Urbanistik.
Nach Studienaufenthalten an den Universitäten in Breslau und Posen gründete Jüttemann 2010 eine eigene Agentur, um Führungen durch die ehemalige militärische Abhörstation der NSA auf dem Berliner Teufelsberg anzubieten. Durch sein Engagement ermöglichte er die weitergehende touristische Nutzung dieses einzigartigen Relikts aus der Zeit des Kalten Krieges.
Im August 2015 wurde Jüttemann mit einer Arbeit über die preußischen Tuberkuloseheilstätten am Institut für Geschichte der Medizin der Berliner Charité promoviert. Als Wissenschaftlicher Mitarbeiter ist er an der Medizinischen Hochschule Brandenburg beschäftigt und leitet zudem das Historische Archiv zum Tourismus an der Technischen Universität Berlin. Seit April 2023 vertritt er die Professur für Sozialwissenschaftliche Technikforschung an der Hochschule Magdeburg-Stendal.
Zu seinen weiteren Forschungsschwerpunkten gehören neben der Krankenhausgeschichte vor allem die Stadt-, Technik- und Verkehrsgeschichte. Im Jahre 2021 wurde er an der Technischen Universität Berlin für das Lehrgebiet Wissenschafts- und Technikgeschichte mit einer Arbeit über den Charité Campus Benjamin Franklin habilitiert.
Neben seiner wissenschaftlichen Tätigkeit organisierte er Ausstellungen (u. a. zur Geschichte des Bauhaus-Standorts Berlin-Steglitz, zum 50-jährigen Jubiläum des Charité Campus Benjamin Franklin sowie zum 10-jährigen Bestehen der Medizinischen Hochschule Brandenburg) und verfasste mehrere Bücher zur Regionalgeschichte (u. a. zu Steglitz, Schmargendorf, Düppel, zum Berliner Teufelsberg, zur Lungenheilstätte Grabowsee sowie zu den Beelitzer Heilstätten.)

## Würdigungen
- 2018 und 2022: Nachwuchs-Förderpreis der Deutschen Gesellschaft für Krankenhausgeschichte
- 2019: Visiting Fellow am Historischen Seminar des Institute for Advanced Studies in Princeton
- 2020: Projektzuschlag, Nachwuchswettbewerb Kleine Fächer: sichtbar innvativ der Hochschulrektorenkonferenz
- 2020: Karl-Ferdinand-Werner-Fellow am Deutschen Historischen Institut Paris
- 2020: Wissenschaftspreis des Vereins für die Geschichte Berlins
- 2023: Bensley Research Fellow an der Osler Library for History of Medicine der McGill University Montréal.
- 2023: Stipendiat der Kulturstiftung Schloss Wiepersdorf des Landes Brandenburg.[12]
- 2024: Baltica-Stipendium der Universität Tallinn
- 2025: Reisestipendium des Deutschen Historischen Instituts Rom für einen Aufenthalt in der Fondazione Giorgio Cini in Venedig

## Veröffentlichungen (Auswahl)
- (gemeinsam mit Arndt Hermann) Berlin Teufelsberg – Declassified. IGTB Teufelsberg, Berlin, ISBN 978-3-00-080033-7.
- (gemeinsam mit Karsten Rybka) Die Heilstätte Grabowsee. „Wasser, Luft, Sonnenschein – 3 gute Arzeneien“ – Geschichte und Gegenwart eines Lost Place. Vergangenheitsverlag, Berlin 2024, ISBN 978-3-86408-328-0.
- Das Klinikum Benjamin Franklin als Politikum. Die Verwirklichung einer (vermeintlich) US-amerikanischen Krankenhauskultur im Kontext der Studentenbewegung (1957–1974), Vergangenheitsverlag, Berlin 2022, ISBN 978-3-86408-280-1.
- (gemeinsam mit Benjamin Kuntz) Walter Blumenfeld. Leipzig 2023, ISBN  978-3-95565-627-0.
- 100 Jahre Bauhaus – der Standort Steglitz 1932–1933. Orte der Geschichte, Berlin 2019, ISBN 978-3-946438-06-9.
- (Hrsg.): Stadtpsychologie. Handbuch als Planungsgrundlage. Pabst Science Publishers, Lengerich 2018, ISBN 978-3-95853-389-9.
- Alles unter einem Dach. 50 Jahre: Vom Klinikum Steglitz zum Charité Campus Benjamin Franklin. Orte der Geschichte, Berlin 2019, ISBN 978-3-946438-04-5.
- Berlin-Steglitz und Lichterfelde-West. Pharus-Plan, Berlin 2018, ISBN 978-3-86514-220-7.
- Berlin-Frohnau und Hermsdorf. Pharus-Plan, Berlin 2016, ISBN 978-3-939401-48-3.
- Die preußischen Lungenheilstätten. Pabst Science Publishers, Lengerich 2015, ISBN 978-3-95853-138-3.
- (gemeinsam mit Andreas Böttger und Irene Krause) Beelitz-Heilstätten. Vom Sanatorium zum Ausflugsziel. Orte der Geschichte, Berlin, ISBN 978-3-946438-00-7.
- Berlin-Düppel. Spaziergänge und Entdeckungen zwischen Zehlendorf, Kleinmachnow und Dreilinden – entlang der historischen Verkehrswege von Stammbahn und Friedhofsbahn. 2. Auflage. Pharus-Plan, Berlin 2015, ISBN 978-3-86514-205-4.
- Berlin-Schmargendorf. Spaziergänge und Entdeckungen im Kurbäderviertel: Schlesisches Viertel, Böhmische Viertel, Seebäderviertel, Thüringisches Viertel. Pharus-Plan, Berlin 2014, ISBN 978-3-86514-203-0.
- Ostpreußenviertel – Berlin Westend Verlag Pharus-Plan, Berlin 2013, 2. Aufl. 2021, ISBN 978-3-86514-200-9